# Papiro Harris
Con il nome di Papiro Harris si individua, tra molti, il papiro definito anche come Grande papiro Harris o Papiro Harris n.1 conservato al British Museum e lungo oltre 40 metri.

## Storia
Fu quasi sicuramente ritrovato vicino al grande tempio di Medinet Habu di cui, con altri papiri,  costituiva l'archivio e fu successivamente acquistato dal commissario britannico ad Alessandria, Antony Charles Harris, da cui prese il nome.
Risalente alla XX dinastia, presenta carattere religioso-storico e fu redatto in ieratico al tempo del sovrano Ramesse IV, che fa parlare in prima persona il padre Ramesse III.

## Contenuto
Nella parte religiosa vengono riportate le donazioni fatte da Ramesse III ai templi e alle divinità di Tebe, Eliopoli e Menfi. Il lunghissimo elenco occupa quasi interamente il papiro e tra le donazioni si notano quelle relative al personale, alle terre, al bestiame e al denaro proveniente dalle tassazioni.
Tra i templi, quello che traeva maggiori benefici era quello potentissimo di Amon-Ra a Karnak ma ne sono citati anche molti altri. Sono anche presenti illustrazioni del faraone con la Triade Tebana, con Atum di Eliopoli e Ptah di Menfi.
La parte religiosa si conclude con la richiesta agli Dei di benedizione per il proprio figlio Ramesse IV.
Gli avvenimenti e le traversie degli inizi della XX dinastia sono narrati nella parte storica del papiro insieme ai disordini sociali che regnavano all'epoca e di come Ramesse III avesse riportato la stabilità riorganizzando le cariche dello Stato e dell'esercito.
Sono descritte le spedizioni nel regno di Punt per l'approvvigionamento di mirra,  in miniere non identificate per quello del rame e nel Sinai per i turchesi, pietre molto ricercate dagli Egizi.
Si narra anche delle guerre contro i popoli del mare e dell'arruolamento nel proprio esercito dei prigionieri Shardana e Mashuash secondo la strategia di integrare nella società i prigionieri previo atto di sottomissione allo Stato.
Nella parte finale vi è l'invito ai funzionari delle alte gerarchie a servire fedelmente il nuovo sovrano Ramesse IV.
Il papiro, giuntoci forse come copia di un originale estremamente importante, fu redatto, verosimilmente, allo scopo di assicurare al defunto padre Ramesse III il favore degli Dei elogiando le sue imprese ed al figlio la fedeltà dei funzionari, il tutto senza alcuna pretesa storica.